# Arboucave
 Arboucave  (en occitano Arbocava) es una población y comuna francesa, situada en la región de Aquitania, departamento de Landas, en el distrito de Mont-de-Marsan y cantón de Geaune. La ciudad está situada en el viñedo Tursan su tierra es regada por el Gabas, un afluente del Adour.

## Demografía
| 260 | 220 | 205 | 204 | 202 | 194 |
| Para los censos de 1962 a 1999 la población legal corresponde a la población sin duplicidades (Fuente: INSEE [Consultar]) |     |     |     |     |     |